# 諾福克 (阿肯色州)
諾福克（英語：Norfork）是一個位於美國阿肯色州巴克斯特縣的城市。根據2020年美國人口普查，該地人口為465人，而該地的面積約為6.24平方千米。

## 地理
諾福克的座標為36°12′34″N 92°16′54″W / 36.20944°N 92.28167°W，而該地的平均海拔高度為145米（即476英尺）。